# سبارو كيد

## سبارو كيد
هي قناه انطلقت في 2015ولغتهااللغه العربية وهي علئ عرض باربويونت دائما

## الكواكب
اثاره==كوكب الغموض==
تعليم==كوكب المذاكرة==
زمان==كوكب التاريخ==
غموض==كوكب السينما==
تشويق==كوكب المغامرات==

## الانميات المعروضه
فرسان المدرعات
ال بي اكس 1
دانيه
السنافر
ياكاري
شيلدون